# Saint-Joseph-de-la-Rive
Saint-Joseph-de-la-Rive ou, plus rarement, Quai-des-Éboulements est un village compris dans le territoire de la municipalité des Éboulements dans Charlevoix au Québec (Canada). Il est situé au bord du fleuve Saint-Laurent, face à l'île aux Coudres.

## Toponymie
Le village est d'abord nommé Les Éboulements-en-Bas ou Quai-des-Éboulements, en raison de sa situation riveraine du fleuve, au pied de la côte qui le relie au village des Éboulements. Le bureau de poste de l'endroit reflète cette appellation entre 1881 et 1932.
Une municipalité de village nommée Saint-Joseph-de-la-Rive est détachée des Éboulements en 1931. Deux hypothèses expliquent le choix du nom « Saint-Joseph ». La première veut que les marguillers aient voulu honorer Joseph Archer, architecte de l'église du village. La seconde est basée sur une histoire où des marins perdus se seraient retrouvés sur la plage à cet endroit après avoir prié saint Joseph.

## Géographie

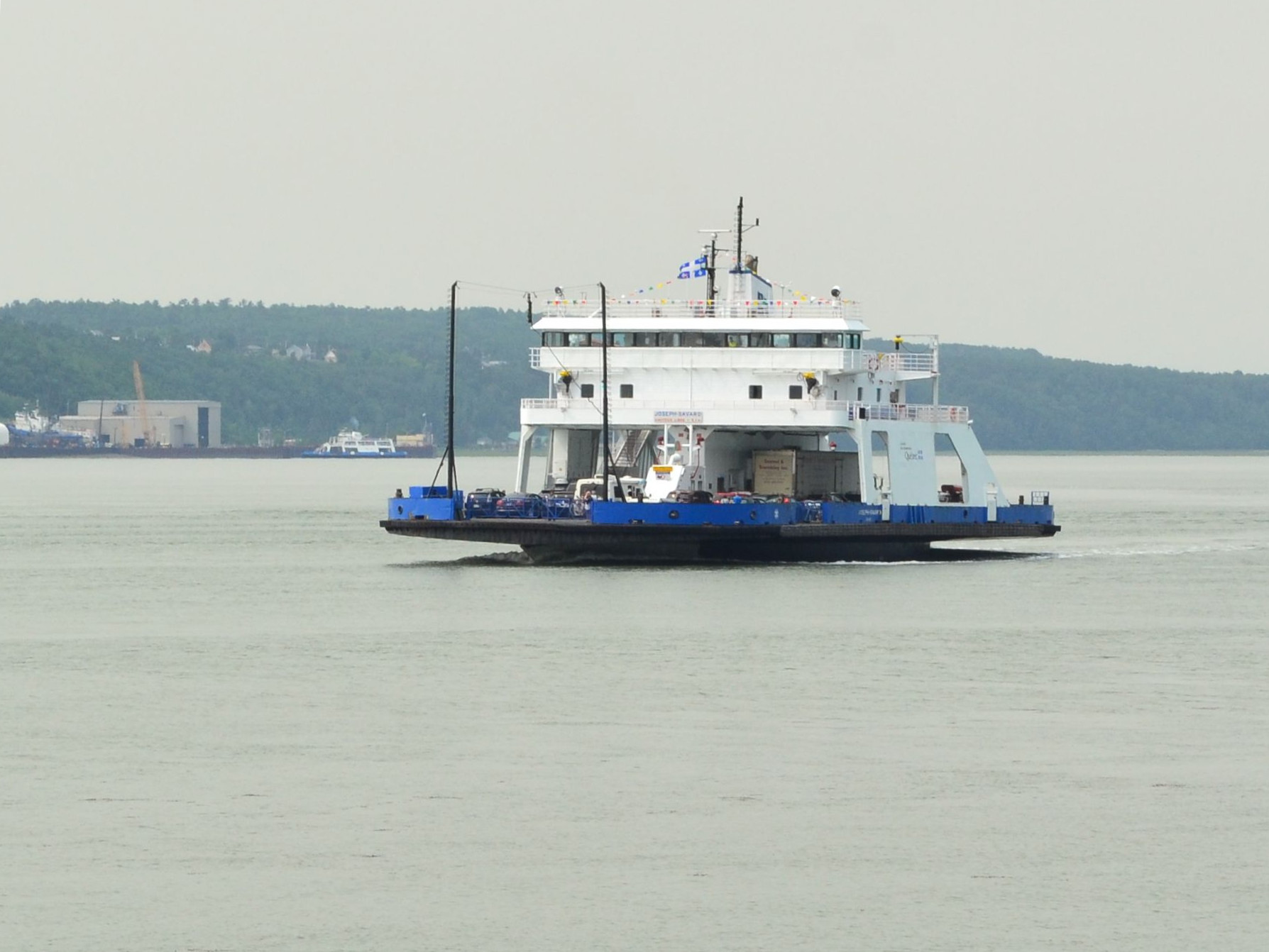
La Société des traversiers du Québec opère une liaison maritime entre Saint-Joseph-de-la-Rive et L'Isle-aux-Coudres.

Le village est situé sur une étroite bande de terre entre le fleuve et des falaises, où ont lieu de fréquents écroulements.
La topographie, ainsi que le découpage cadastral en font un lieu peu propice à l'agriculture. Ayant eu autrefois comme activité économique la fabrication de bateaux et de papier de luxe, le tourisme et le transport sont maintenant au cœur des activités économiques de la bourgade. Un service de traversier y permet de relier l'île aux Coudres avec la terre ferme. Le village compte également un arrêt ferroviaire sur le train de Charlevoix entre Québec et La Malbaie.

## Histoire
Une municipalité de village est érigée le 9 mai 1931 par détachement de la municipalité de paroisse de L'Assomption de la Sainte-Vierge. La municipalité de village est rattachée aux Éboulements le 19 septembre 2001.